# 10 kilomètres masculin aux Jeux olympiques d'été de 2016
Navigation
Londres 2012 Tokyo 2020
L'épreuve masculine du 10 kilomètres aux Jeux olympiques d'été de 2016 en eau libre se déroule le 16 août au fort de Copacabana de Rio de Janeiro, au Brésil.

## Record
Avant la compétition, les records étaient de :
| Record du monde  | ?                | ?                 |
| Record olympique | Oussama Mellouli | 1 h 49 min 55 s 1 |

## Médaillés
| Or                   | Argent                    | Bronze                     |
| Ferry Weertman (NED) | Spyrídon Yianniótis (GRE) | Marc-Antoine Olivier (FRA) |

## Résultats
| Place | Athlète                         | Nationalité      | Temps             | Écart        | Notes         |
| ----- | ------------------------------- | ---------------- | ----------------- | ------------ | ------------- |
| 1     | Ferry Weertman                  | Pays-Bas         | 1 h 52 min 59 s 8 |              |               |
| 2     | Spyrídon Yianniótis             | Grèce            | 1 h 52 min 59 s 8 | 0            |               |
| 3     | Marc-Antoine Olivier            | France           | 1 h 53 min 02 s 0 | 2 s 2        |               |
| 4e    | Lijun Zu                        | Chine            | 1 h 53 min 02 s 0 | 2 s 2        |               |
| 5e    | Jordan Wilimovsky               | États-Unis       | 1 h 53 min 03 s 2 | 3 s 4        |               |
| 6e    | Simone Ruffini                  | Italie           | 1 h 53 min 03 s 5 | 3 s 7        | Avertissement |
| 7e    | Federico Vanelli                | Italie           | 1 h 53 min 03 s 9 | 4 s 1        | Avertissement |
| 8e    | Yasunari Hirai                  | Japon            | 1 h 53 min 04 s 6 | 4 s 8        |               |
| 9e    | Christian Reichert              | Allemagne        | 1 h 53 min 04 s 7 | 4 s 9        |               |
| 10e   | Chad Ho                         | Afrique du Sud   | 1 h 53 min 04 s 8 | 5 s 0        |               |
| 11e   | Evgeny Drattsev                 | Russie           | 1 h 53 min 04 s 8 | 5 s 0        |               |
| 12e   | Oussama Mellouli                | Tunisie          | 1 h 53 min 06 s 1 | 6 s 3        | Avertissement |
| 13e   | Mark Papp                       | Hongrie          | 1 h 53 min 11 s 7 | 11 s 9       | Avertissement |
| 14e   | Sean Ryan                       | États-Unis       | 1 h 53 min 15 s 5 | 15 s 7       |               |
| 15e   | Ventsislav Aydarski             | Bulgarie         | 1 h 53 min 16 s 1 | 16 s 3       |               |
| 16e   | Ivan Endericao                  | Équateur         | 1 h 53 min 16 s 2 | 16 s 4       |               |
| 17e   | Richard Weinberger              | Canada           | 1 h 53 min 16 s 4 | 16 s 6       |               |
| 18e   | Allan do Carmo                  | Brésil           | 1 h 53 min 16 s 4 | 16 s 6       |               |
| 19e   | Kane Radford                    | Nouvelle-Zélande | 1 h 53 min 18 s 7 | 18 s 9       |               |
| 20e   | Richárd Nagy                    | Slovaquie        | 1 h 53 min 35 s 4 | 35 s 6       |               |
| 21e   | Jarrod Poort                    | Australie        | 1 h 53 min 40 s 7 | 40 s 9       |               |
| 22e   | Erwin Maldonado                 | Venezuela        | 1 h 54 min 33 s 6 | 1 min 33 s 8 |               |
| 23e   | Marwan Ahmed Aly Morsy Elamrawy | Égypte           | 1 h 59 min 17 s 2 | 6 min 17 s 4 |               |
|       | Jack Burnell                    | Royaume-Uni      |                   |              | Disqualifié   |
|       | Vitaliy Khudyakov               | Kazakhstan       |                   |              | Disqualifié   |